# Соснівка (зупинний пункт, Одеська залізниця, Кропивницький район)
Соснíвка — пасажирський залізничний зупинний пункт Шевченківської дирекції Одеської залізниці на електрифікованій у 1962 році лінії Імені Тараса Шевченка — Чорноліська між зупинними пунктами Стримівка (1 км) та 264 км (2 км). Розташований у однойменному селі Соснівка Кропивницького району Кіровоградської області.

## Пасажирське сполучення
На зупинному пункті Соснівка зупиняються приміські електропоїзди до станцій Імені Тараса Шевченка, Цвіткове, Знам'янка-Пасажирська.